# Fas-Rezeptor
Der Fas-Rezeptor (FasR), auch Fas, CD95 (Cluster of differentiation 95) oder APO-1 (apoptosis antigen 1) gehört zur TNF-Rezeptor-Familie, der nach Ligandenbindung den Tod (Apoptose) der betreffenden Zelle auslöst.
FasR ist ein sogenanntes Typ-I-Transmembranprotein, das drei Cystein-reiche Wiederholungseinheiten in der extrazellulären Proteindomäne besitzt. Diese Strukturen sind typisch für TNF-Rezeptoren. Der Fas-Rezeptor wird in verschiedenen Zellen exprimiert, darunter in aktivierten B-Zellen und T-Zellen, in Hepatozyten und Epithelzellen der Eierstöcke. Auch Tumorzellen exprimieren zum Teil große Mengen des Rezeptors auf ihrer Zelloberfläche. Die Molekülmasse des Rezeptors beträgt 45 kDa.
Der Rezeptor wurde 1989 von Peter Krammer und Mitarbeitern entdeckt, der zugehörige Ligand wurde 1993 isoliert.

## Funktion
Der Ligand des Fas-Rezeptors wird FasL genannt und in wenigen Zelltypen exprimiert, darunter etwa auf aktivierten T-Zellen. Am besten sind die Funktionen von FasR und seinem Liganden bisher im Immunsystem, insbesondere in den B- und T-Zellen untersucht. Durch die Bindung des Liganden an den Fas-Rezeptor wird ein Apoptoseprogramm AICD (activation-induced cell death) ausgelöst, das zum Tod der Zelle führt. Auf diese Weise können etwa selbst-reaktive Lymphozyten in Schach gehalten werden. Fehler in der Funktion des Fas-Rezeptors oder des Fas-Liganden können zu lymphoproliferativen Krankheiten, wie Autoimmunerkrankungen führen.
Die Bindung von FasL an FasR führt zur Trimerisierung der bis dahin als Monomere vorliegenden FasR-Moleküle. Die Bildung dieser Trimere ist essentiell für die Funktion des Rezeptors. Übermittelt wird das Signal des FasR-Trimers durch intrazelluläre Todesdomänen (engl. death domains), die die Bildung des Multiproteinkomplexes DISC (death-inducing signaling complex) vermitteln. Dieser führt letztendlich zur Aktivierung von Caspasen, die für das Selbstmordprogramm der Zelle verantwortlich sind.